# Doamna Ruxandra Lăpuşneanu
Doamna Ruxandra Lăpuşneanu, född 1538, död 1570, var Moldaviens regent 1568–1570. Hon var gift med furst Alexandru Lăpuşneanu av Moldavien, och regent för sin omyndige son Bogdan Lăpuşneanu.
Hon var dotter till Petru Rareş och Elena gifte sig med Alexandru Lăpuşneanu i januari 1556. Hennes make avsattes 1561 och hon sökte skydd hos sin syster Doamna Chiajna. Hon reste till Konstantinopel och ansökte med framgång om att hennes man skulle återinstalleras, och han kunde därför 1563 återvända till makten. 
Den 9 mars 1568 abdikerade den dödligt sjuke Alexandru Lăpuşneanu till förmån för sin son Bogdan Lăpuşneanu och avled några dagar senare. Bogdan Lăpuşneanu var bara 14 år gammal och Ruxandra blev därför förmyndarregent. Hon regerade med stöd av Gavriil logopaten och Dimitrie hetman. Hon beskrivs som en klok regent, och agerade beskyddare av klostren i Athos, Zografou, Dohiariou och Karakalou. Hon avled i sjukdom under sin regeringstid. 